# 마르카즈 발라타
마르카즈 샤바브 발라타(아랍어: مركز شباب بلاطة, 영어: Markaz Shabab Balata)는 1954년에 창단된 팔레스타인의 축구 클럽으로, 나블루스를 연고로 하고 있다. 현재 팔레스타인의 최상위 리그 중 하나인 서안 지구 프리미어리그에 참가하고 있다. 2010년에 서안 지구 프리미어리그로 승격하였다.

## 선수 명단

### 현역
- 이비카 세란
- 무사 타라빈(2020 ~ )
- 아테프 아부 빌랄(2020 ~ )